# Abraham Wiegel

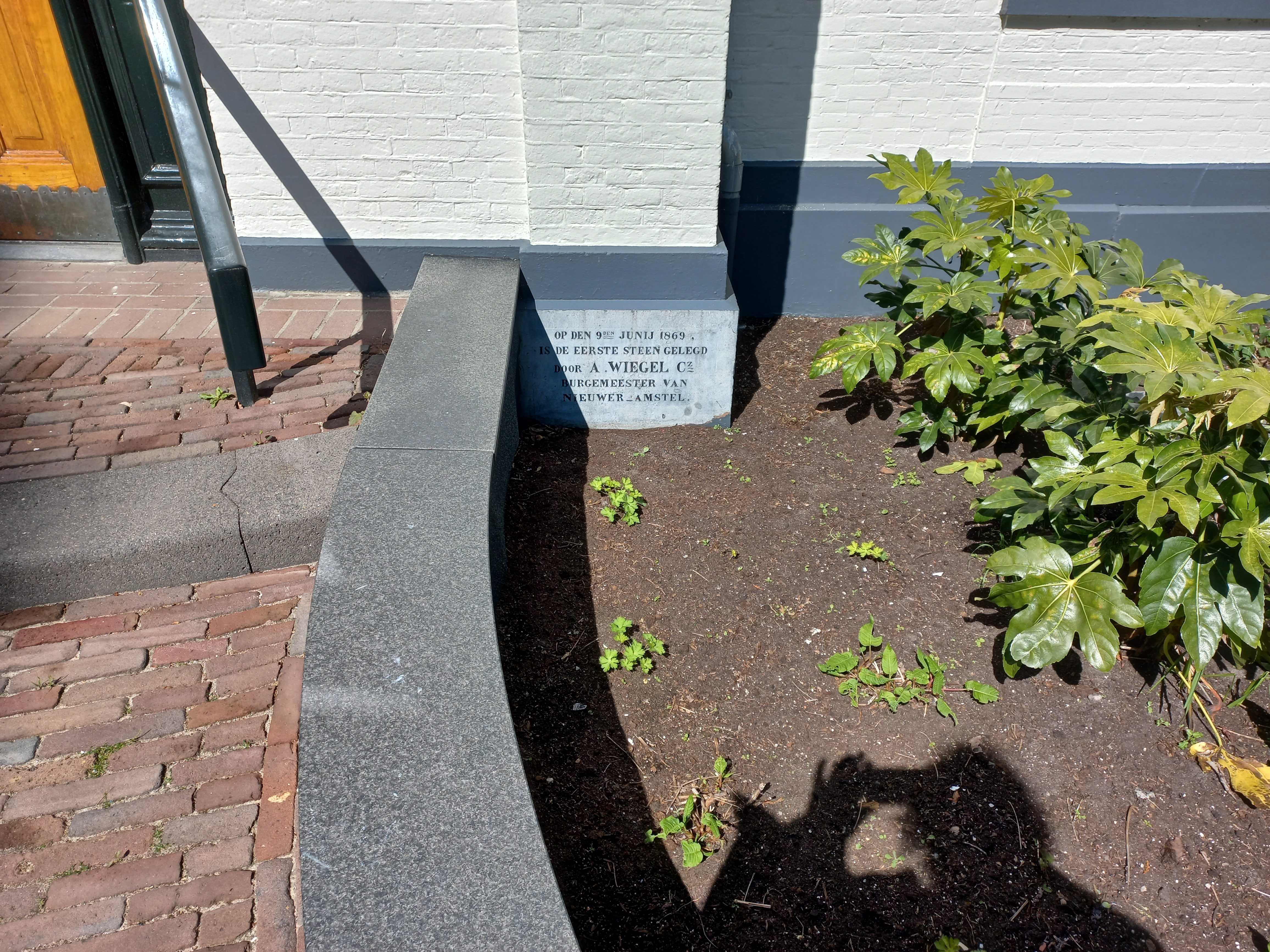
Eerste steen Zorgvlied (april 2023)

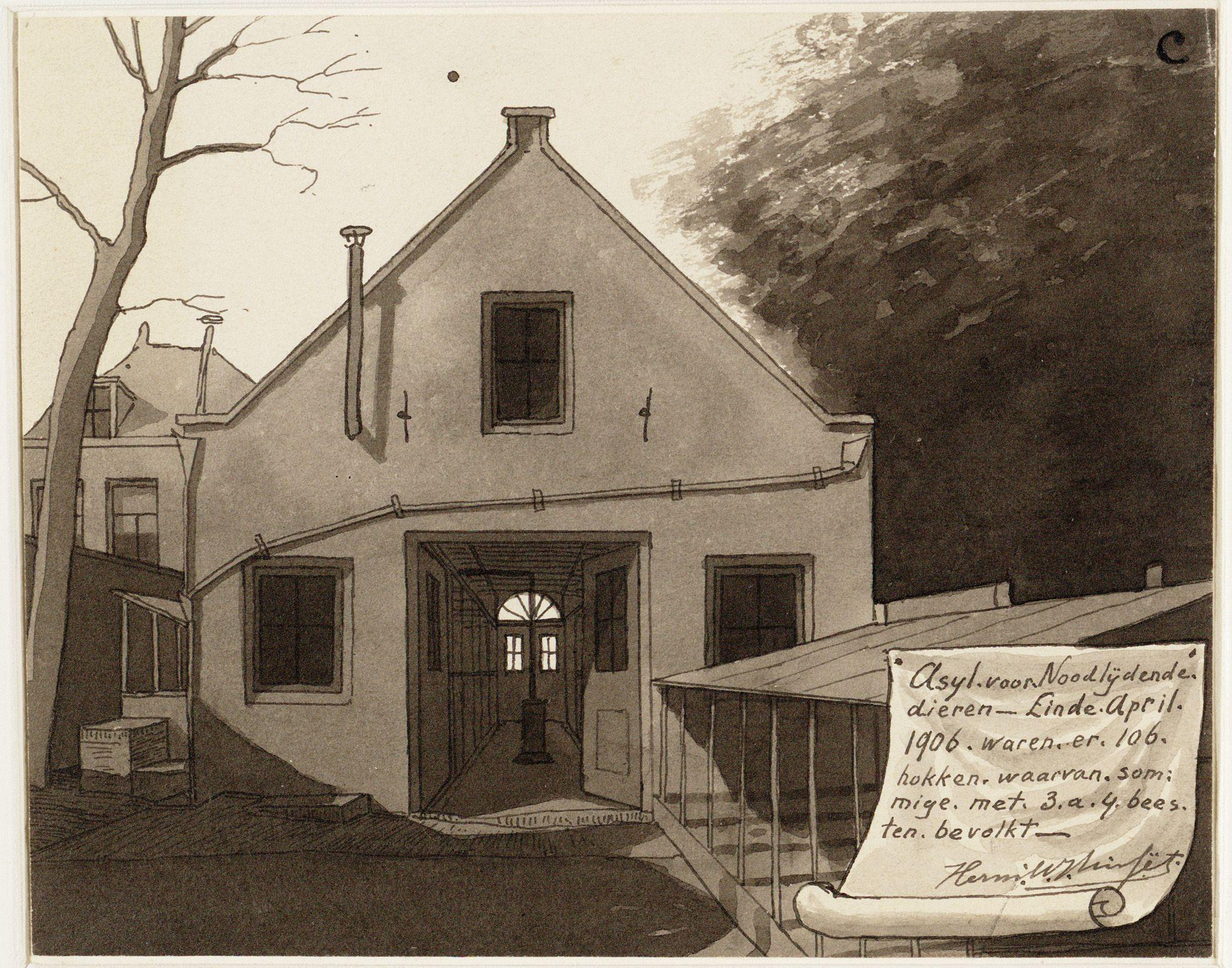
Dierenasiel in 1906 getekend door Herman Misset

Abraham Wiegel (Oosterwijk, 13 maart 1809 – Nieuwer-Amstel, 18 juli 1881) was een Nederlands burgemeester.

## Leven
Hij was zoon van Christiaan Wiegel en Christina Muller. Hijzelf, geboren/gedoopt in Oosterwijk nabij Leerdam, trouwde in 1839 in het eveneens nabije Vuren met Christina Wiegel (dochter van een glasfabrikant), die in 1879 overleed.
Hij werd echter niet opgeleid om bestuurlijke functies te bekleden. Hij was in de jaren veertig al betrokken bij de glasfabriek De Glashut van Vos, Hanrath & Wiegel gevestigd aan de Utrechtsche Zijde en kantoor voerend vanuit Amsterdam. Hij was van origine glasblazer. Van daaruit werd hij fabrikant en bouwde een klein fortuin op. Vanaf de jaren vijftig was hij al wethouder onder burgemeester Balthasar Marcus, die na zijn overlijden nog een straat naar zich vernoemd kreeg. Een maand na het overlijden van Marcus werd Wiegel benoemd tot burgemeester. Tussen 1866 en 1881 was hij burgemeester van de enorm uitgestrekte gemeente Nieuwer-Amstel, die maar weinig inwoners had, behalve in het aan Amsterdam grenzende gedeelte. Deze moest steeds vaker moest opboksen tegen gemeente Amsterdam, die relatief klein was maar veel inwoners had. Wiegel was vanaf 1869, al was het na een herstemming tegenover Jan Willem Hendrik Rutgers van Rozenburg, tevens lid van de Provinciale Staten van Noord-Holland.
Vlak voor zijn overlijden stelde hij zich verkiesbaar voor de Tweede Kamer der Staten-Generaal, maar kreeg onvoldoende stemmen: 77 tegenover waterbouwkundige J. Dirks met 779 stemmen.
Hij was betrokken bij de drooglegging van de Oosteinderpoel en de Legmeerplassen ("Maatschappij tot droogmaking van een gedeelte der Legmeerplassen" en de aanleg van begraafplaats Zorgvlied. Dat laatste blijkt uit een “eerstesteenlegging” voor de dienstwoning aldaar.

## Einde glasfabriek en vernoemingen

### Glasfabriek
De glasfabriek Vos, Hanrath & Wiegel overleefde Wiegel, maar ging ook in de jaren tachtig van de 19e eeuw ter ziele. Ongeveer op de plek van de fabriek werd vanaf 1889 gebouwd aan het Raadhuis van Nieuwer-Amstel. Lang was het terrein en het gebouw niet in handen van Nieuwer-Amstel; in 1896 annexeerde Amsterdam een groot deel van de gemeente en ook dit gebied. 

### Wiegelstraat
Nog langer hield een eerbetoon aan hem stand. Vanaf 1876 kende de gemeente Nieuwer-Amstel de Wiegelstraat. Het was in het begin een idyllische straat met lage strokenbouw. Toen Amsterdam het gebied had overgenomen behield de straat haar naam, maar kwam in een steeds slechter daglicht te staan. De woningen werden in de jaren tien onbewoonbaar verklaard. De straat verdween in de bouwwoede van de Diamantbuurt; de straatnaam verdween al in 1921 en werd Saffierstraat; de verkrotte huisjes verdwenen in 1926. De huisjes bevonden zich toen qua toestand in deplorabele toestand en konden een vergelijking met de nieuwbouw niet meer doorstaan.
De straat is echter historisch van belang. Aan deze straat was tussen 1901 en april 1906 het dierenasiel gevestigd van "Vereniging Asyl", een verre voorloper van "Dierenopvang Amsterdam", dat via de Spaarndammerdijk, Polderweg een huisvesting kreeg aan de Ookmeerweg.

### Burgemeester Wiegelweg
In de Amstelveense Westwijk is de Burgemeester Wiegelweg naar hem vernoemd.